# Tank! Tank! Tank!
Tank! Tank! Tank! es un juego arcade de disparos en tercera persona de 2009 desarrollado y publicado por Namco Bandai Games. Fue portado a Wii U en 2012, donde fue un título de lanzamiento del sistema en Norteamérica. Los jugadores controlan sus respectivos tanques y deben destruir oponentes y monstruos mecánicos gigantes con una variedad de armas, como ametralladoras y lanzacohetes. Su jugabilidad se ha comparado con títulos como la serie Earth Defense Force, a través del uso de tropos de B movie y parodias.
Diseñado por el productor Makoto Ishii, Tank! Tank! Tank! es un sucesor espiritual de Tokyo Wars (1996), un antiguo juego de arcade de Namco que compartía muchas de las mismas mecánicas e ideas. Ishii quería crear un juego de arcade que permitiera a los jugadores expresarse a través de su juego de ritmo rápido y sus imágenes. Lo diseñó en torno a un monitor orientado verticalmente, un concepto tomado de la popularidad de los juegos móviles japoneses. Como a menudo se jugaba con una pantalla vertical, Ishii creía que automáticamente haría que los jugadores se familiarizaran con el juego de Tank! Tank! Tank!. El juego atravesó un ciclo de desarrollo aparentemente problemático.
¡La versión arcade de Tank! Tank! Tank! fue bien recibido y los críticos aplaudieron su emocionante juego y su amplia gama de armas. En comparación, la versión de Wii U recibió críticas en gran medida negativas, siendo criticada por sus modos de juego mediocres, contenido superficial y controles difíciles. Varios creían que el puerto de Wii U era evidente que el juego debería haber sido exclusivo de las salas de juegos. Sin embargo, fue elogiado por su concepto y estilo gráfico, y tuvo un éxito comercial moderado en Japón.

## Gameplay
El jugador controla un tanque y dispara a los monstruos con municiones. La foto de un jugador se toma con una cámara cercana (llamada NamCam) y se usa como avatar para identificar el tanque de cada jugador. Cada nivel contiene elementos destructibles y las armas van desde un rayo de plasma hasta una ametralladora. Se pueden agregar accesorios a los avatares, como cascos militares y máscaras de lucha libre. Se fomenta el daño colateral contra el trasfondo de la ciudad además de infligir daño a los monstruos que habitan el juego. Los jugadores pueden dividirse en dos equipos rivales, unirse para luchar contra los monstruos de manera cooperativa o luchar entre sí.

## Desarrollo y lanzamiento
Tank! Tank! Tank! fue producido por Makoto Ishii, un empleado de Namco Bandai Games. Ishii quería crear un juego de arcade que permitiera a los jugadores expresarse a través de su juego y sus efectos visuales de ritmo rápido. Diseñó el juego en torno a un monitor orientado verticalmente, un concepto que tomó prestado de los teléfonos móviles. Como los usuarios de dispositivos móviles estaban familiarizados con los juegos con una pantalla vertical, Ishii creía que un monitor vertical haría que sus jugadores se familiarizaran automáticamente con cómo se juega el juego. Ishii también sintió que la pantalla vertical aprovechó su objetivo de permitir a los jugadores "expresarse", con sus enemigos y la geometría de nivel diseñada para proporcionar una sensación de "poder abrumador" para sus jugadores. Las publicaciones creen que la serie Earth Defense Force, publicada por D3 Publisher, subsidiaria de Namco Bandai, también sirvió de inspiración para el juego. La banda sonora fue compuesta por Hiroki Hashimoto, quien pasó a componer la música de Pac-Man & Galaga Dimensions (2011) y varias pistas de Super Smash Bros. para 3DS (2014). Tank! Tank! Tank! es un sucesor espiritual de Tokyo Wars (1996), un antiguo juego de arcade de Namco que también incluía tanques que disparaban a enemigos. Fue programado para Namco System ES1, una placa de sistema arcade con Linux. Según Radio Nikkei, el juego atravesó un ciclo de desarrollo problemático.
¡Namco Bandai Games demostró Tank! Tank! Tank! en la exposición de Japan Amusement Machine Show 2009 en Tokio, presentada junto al tirador de pistola Deadstorm Pirates. Fue lanzado en Japón en octubre de 2009, y en Norteamérica y Europa más tarde ese año; los tres lanzamientos se publicaron bajo la etiqueta original de Namco. En septiembre de 2012, un puerto de Tank! Tank! Tank! se anunció para Wii U como un título de lanzamiento para el sistema en América del Norte, que se lanzó el 18 de noviembre de 2012. Posteriormente se lanzó en Europa el 30 de noviembre y en Japón el 26 de diciembre. La versión japonesa se lanzó originalmente como un Juego gratuito descargable en Nintendo eShop, donde el jugador podía jugar a través de la campaña para un jugador de forma gratuita y podía comprar los otros modos de juego como contenido descargable. Posteriormente, se lanzó una versión física minorista el 21 de febrero de 2013. En Europa y América del Norte, el juego se convirtió en un juego gratuito el 14 de febrero de 2013 y el 2 de mayo de 2013, respectivamente.

## Recepción
¡La versión arcade de Tank! ¡Tanque! ¡Tanque! fue bien recibido. El escritor de 1UP.com Justin Epperson disfrutó de su absurdo general y su juego por ser divertido y lleno de acción frenética y de ritmo rápido. El personal de Radio Nikkei mostró su entusiasmo por la selección del juego de armas poderosas y acción estimulante, escribiendo que definitivamente haría que los jugadores regresaran por más. Toyotomi Kazutaka de Game Watch estaba particularmente encariñado con la máquina de arcade y sus asientos vibrantes, y le gustó la jugabilidad por su emocionante sensación y su arsenal de armas.
La versión de Wii U vendió 40,243 unidades en Japón y es uno de los 50 juegos más vendidos para la plataforma en el país. Sin embargo, recibió críticas en gran medida negativas, con un 45/100 en el agregador de reseñas Metacritic. Los críticos se centraron principalmente en la cantidad limitada de modos de juego y contenido del juego. Britton Pelee de GameSpot lo describió como "horas de aburrimiento dedicadas a jugar un juego que nunca tuvo la intención de extenderse por tanto tiempo". Tanto a Casey Lynch de IGN como a Kevin Knezevic de GamesRadar+ no les gustó la repetición de misiones encontradas en el modo historia, y Knezevic afirmó que el juego cooperativo apenas alivió esto. A Patrick Barnett de Nintendo World Report no le gustó la campaña de la historia en general por su falta de valor de repetición y variedad, al igual que Pelee. Los controles también fueron fuente de críticas; Barnett sintió que hacían el juego innecesariamente difícil debido a la forma en que fueron diseñados. La mayoría de las publicaciones estuvieron de acuerdo en que Tank! Tank! Tank! era una versión superficial de un juego de arcade que tenía un contenido demasiado bajo para justificar el lanzamiento de una consola.